# ジャックナイフ (映画)
『ジャックナイフ』（原題：Jacknife）は、1989年制作のアメリカ合衆国の映画。スティーヴン・メトカーフ作の舞台劇を映画化。ロバート・デ・ニーロ、エド・ハリスらが出演。タイトルは主人公のあだ名から。

## あらすじ
アメリカ北東部のとある小さな町。鱒釣り解禁日の早朝、ベトナム戦争で戦友だったメグスとデイヴ、その妹マーサは湖に釣りにやって来た。
共に戦争でPTSDを負った2人だったが、メグスは全てプラス思考に考えた事でそれを完全に克服していた。一方、デイヴは自分の殻に閉じこもったままで、ついにはアルコール依存症にもなってしまっていた。
メグスとマーサはやがて深い関係になるが、それを知ったデイヴは、ますます荒れてしまう…。

## キャスト
- ジョセフ“メグス”：ロバート・デ・ニーロ
- デイヴ：エド・ハリス
- マーサ：キャシー・ベイカー
- ジェイク：チャールズ・S・ダットン
- ジェサリン・ギルシグ